# 379 a.C.
Il 379 a.C. (CCCLXXIX a.C. in numeri romani) è un anno  del IV secolo a.C.

## Eventi
- La guarnigione di Sparta che controlla Tebe dalla rocca Cadmea viene sopraffatta dagli esuli tebani comandati da Pelopida ed Epaminonda.
- I Cartaginesi liberano Hipponion e aiutano gli abitanti a ricostruire la città.
- Roma
  - tribuni consolari Lucio Antistio, Lucio Giulio Iullo, Gaio Sestilio, Marco Albinio e Publio Manlio Capitolino